# San Rafael del Río
San Rafael del Río (en valenciano Sant Rafel del Maestrat o Sant Rafel del Riu) es un municipio de la Comunidad Valenciana, España. Perteneciente a la provincia de Castellón, en la comarca del Bajo Maestrazgo.

## Geografía
Presenta poquísimos accidentes, a excepción del mencionado río, que corta perpendicularmente el extenso glacis piedemontano, que se prolonga entre las montañas de Benifasar y el mar Mediterráneo. San Rafael del Río ocupa una parte de este glacis entre las cotas de los 300 m de altitud sobre el nivel del mar.
Paralelo al río Cenia y sirviendo de divisoria por el flanco meridional, corre el barranco de la Barbiguera. La fuente del Drapé suministra el agua para la población.
El término municipal ocupa una extensión de 21,24 km². La población está situada sobre la ribera derecha del río Cenia, a 88 km de la capital y a 20 km de Vinaroz, a una latitud 40°36′20″ N y a una longitud de 4°2′0″ E de Madrid, siendo su altitud de 95 metros.

### Localidades limítrofes
El término municipal de San Rafael del Río limita con las siguientes localidades:
Rosell, Canet lo Roig y Traiguera todas ellas de la provincia de Castellón.

## Historia
Su origen es próximo en el tiempo, fue el 28 de noviembre de 1927 cuando consiguió erigirse en municipio independiente de Traiguera. El acta correspondiente fue firmada en su momento por el entonces alcalde de San Rafael, Patrici Fonollosa y por los consejeros Manel Balada, Ramón Beltrán Grau y Baptista Cervera Castell y el secretario F. Caudet.
En aquel año contaba con una población de casi 800 personas repartidas en numerosas masías, que se habían ido construyendo al tiempo que se fueron roturando los antiguos terrenos cubiertos de matorral y se plantaron olivos. Hasta mediados del siglo XIX San Rafael no había sido sino una masía más entre tantas, pero con este siglo, la producción de aceite en su término municipal fue incrementándose, hasta conseguir veinte almazaras en plena producción en el momento de su independencia de Traiguera.
En la actualidad se conservan varios molinos antiguos, siendo estos: Canet, Castell, De Roca, Bordales y Molí de l'Om.
Aunque sea una población relativamente reciente, en sus cercanías se han descubierto vestigios de lo que pudo ser alguna posada o villa, construida junto a la antigua calzada romana.
Después, su historia quedaría enmarcada en la de Traiguera, villa construida en 1234 por Jaime I y entregada a la Orden de los Hospitalarios al año siguiente; pasó luego a la de Montesa y así hasta 1927, año en que se dividieron sus jurisdicciones municipales.

## Administración
| Periodo   | Nombre                              | Partido      |
| --------- | ----------------------------------- | ------------ |
| 1979-1983 | Domingo Giner Fonollosa             | UCD          |
| 1983-1987 | Domingo Giner Fonollosa             | PDP          |
| 1987-1991 | Domingo Giner Fonollosa             | PP           |
| 1991-1995 | J. Antonio Cervera / Enrique Fornos | UV/PSPV-PSOE |
| 1995-1999 | Enrique Fornos / J. Antonio Cervera | PSPV-PSOE/UV |

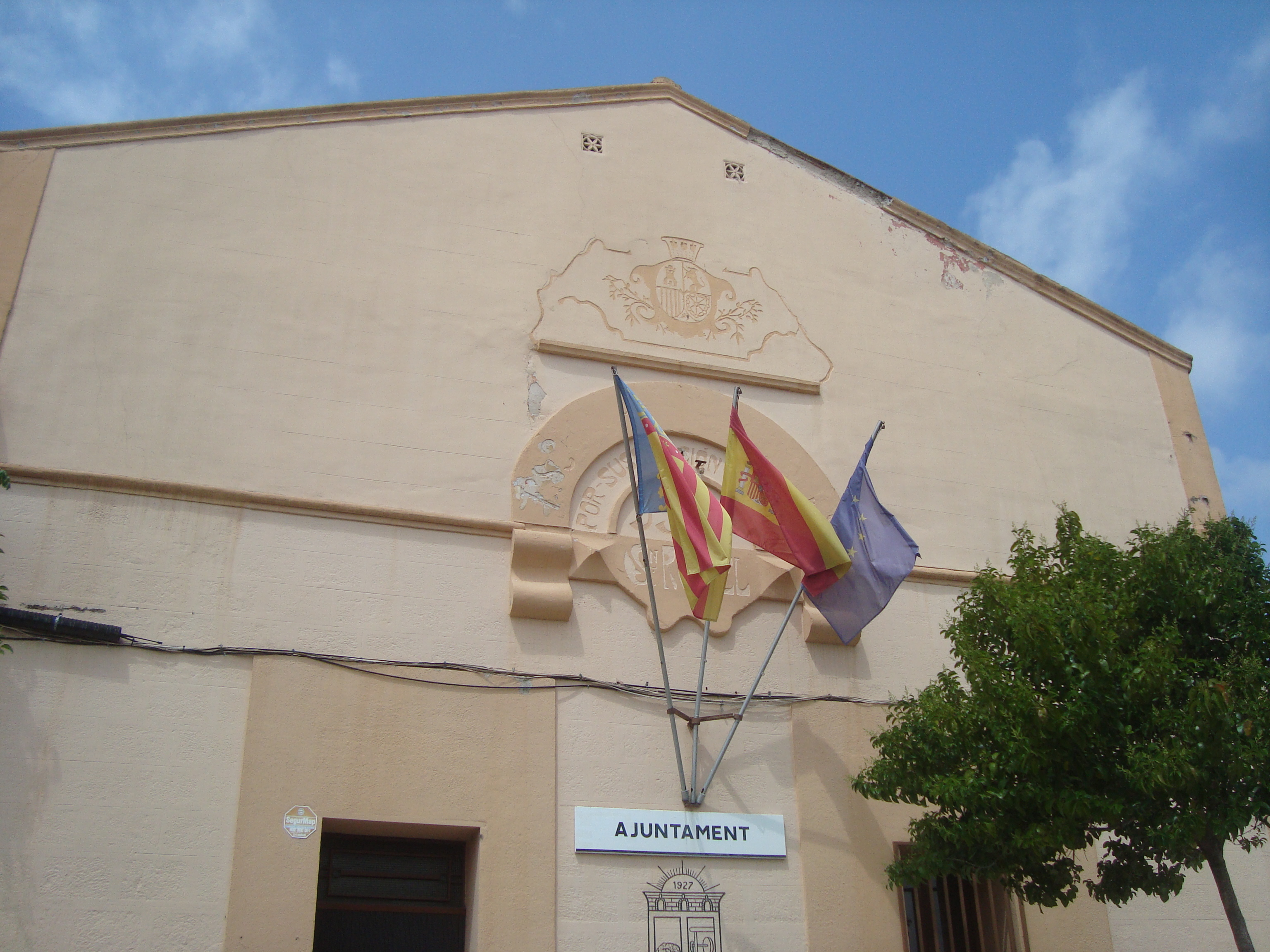
Ayuntamiento de San Rafael del Río

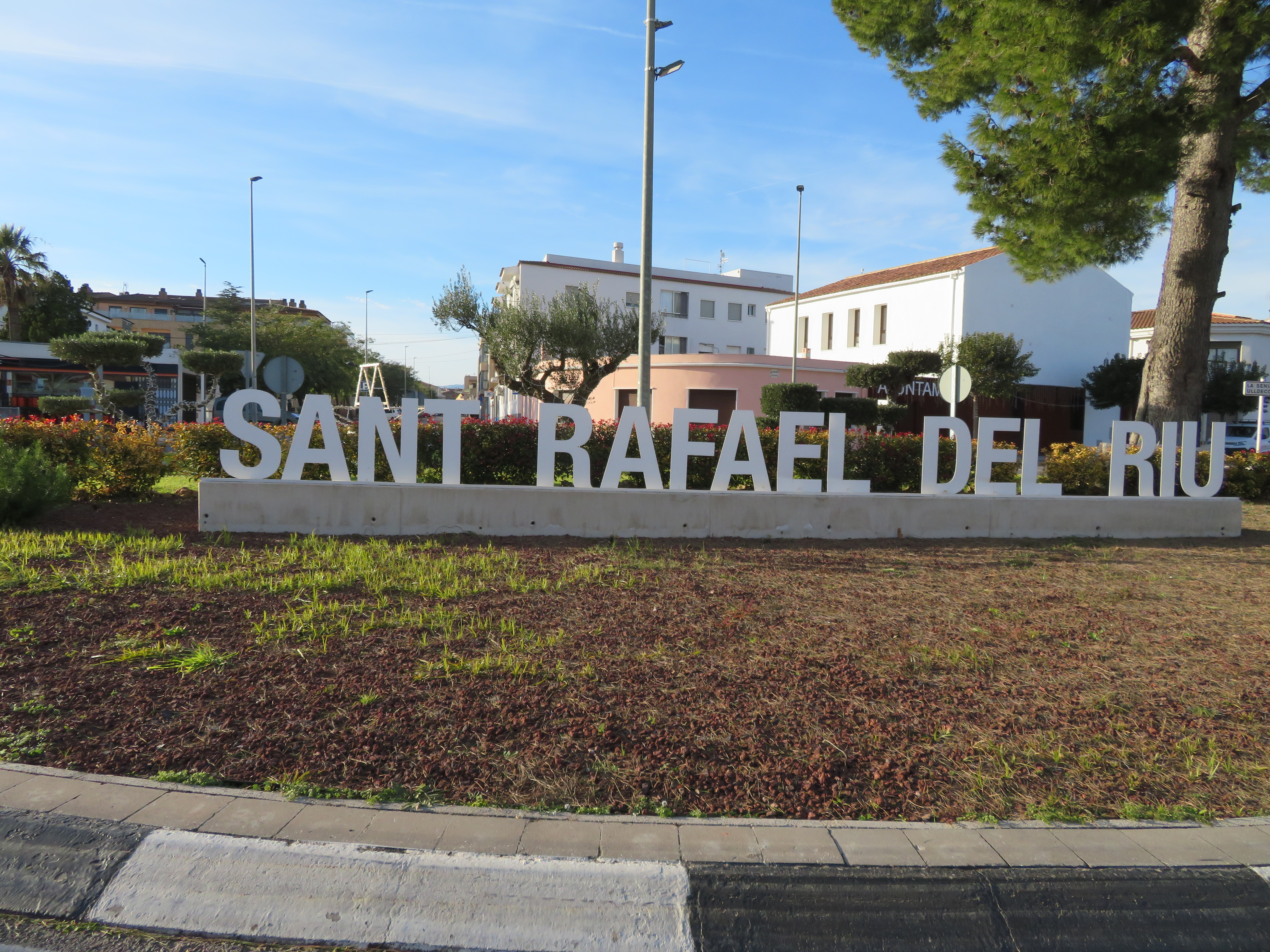
Municipio de San Rafael del Río

| 1999-2003 | Enrique Fornos                      | PSPV-PSOE    |
| 2003-2007 | Domingo Giner Beltrán               | PP           |
| 2007-2011 | Domingo Giner Beltrán               | PP           |
| 2011-2015 | Domingo Giner Beltrán               | PP           |
| 2015-2019 | Domingo Giner Beltrán               | PP           |
| 2019-2023 | Domingo Giner Beltrán               | PP           |
| 2023-act. | Domingo Giner Beltrán               | PP           |

## Demografía
San Rafael del Río cuenta con una población de 530 habitantes (INE 2024).

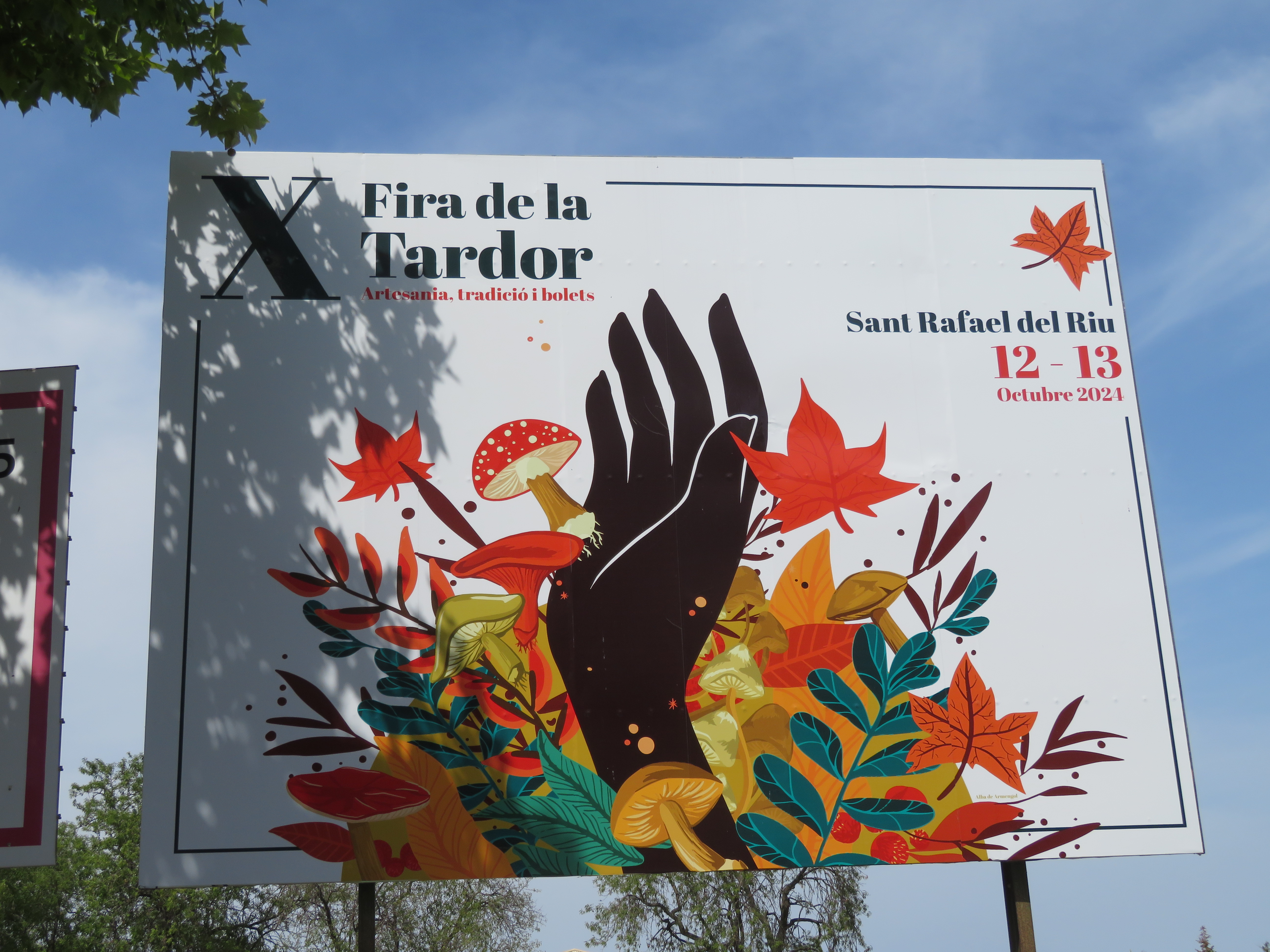
La "Fira de la Tardor" de San Rafael del Río

| Gráfica de evolución demográfica de San Rafael del Río entre 1930 y 2021 |
| |
| Población de derecho según los censos de población del INE Población de hecho según los censos de población del INEEntre el censo de 1930 y el anterior, aparece este municipio porque se segrega del municipio Traiguera |

| 1990 | 1992 | 1994 | 1996 | 1998 | 2000 | 2002 | 2004 | 2005 | 2007 | 2019 |
| ---- | ---- | ---- | ---- | ---- | ---- | ---- | ---- | ---- | ---- | ---- |
| 502  | 494  | 500  | 492  | 462  | 455  | 445  | 481  | 482  | 532  | 469  |

## Economía
Basada en la agricultura y la ganadería. Existe industria del mueble.

## Fiestas locales

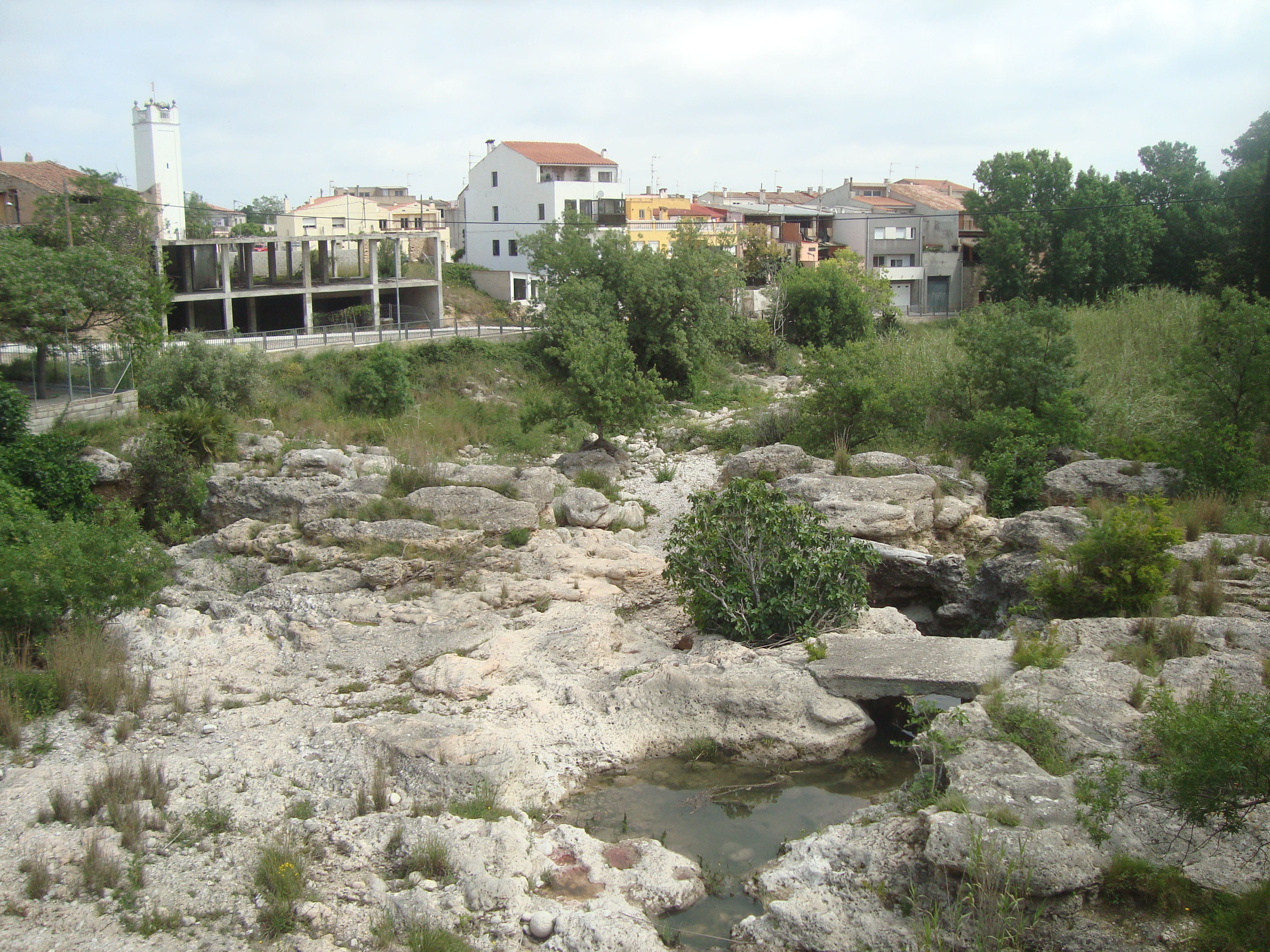
El riu Sénia al seu pas entre el barri El Castell i Sant Rafael del Riu.

- El riu Sénia al seu pas entre el barri El Castell i Sant Rafael del Riu.Virgen del Carmen. Tiene lugar el 16 de julio. Destaca la terraza Joven y la famosa fiesta del Agua.
- San Rafael. Se celebra el 24 de octubre.

## Lugares de interés
- Iglesia de San Rafael.
- Molí Canet.

## Gastronomía.
En la gastronomía tradicional de San Rafael del Río destacan los platos con conejo, el cordero a la brasa, el “tombet”, “rostit de conill”, la perdiz en escabeche, “tords al tombet”, las manos de cerdo, las pelotas dulces, la sanfaina, la “olleta”,  los “ternascos”, quesos, embutidos, jamón. En repostería son típicas las cocas de pasas, las borrajas con azúcar o miel, la “mona” de Pascua o los pastisets de “cabell d’àngel”. 